# Trials (computerspelserie)
Trials is een serie racespellen ontwikkeld door RedLynx.

## Spellen
Alle spellen zijn ontwikkeld door RedLynx.
| Release | Titel                      | Platform                                          | Mede-ontwikkelaar              |
| ------- | -------------------------- | ------------------------------------------------- | ------------------------------ |
| 2000    | Trials                     | Browserspel (Java)                                |                                |
| 2003    | Trials Bike Basic          | Browserspel (Java)                                |                                |
| 2003    | Trials Bike Pro            | Browserspel (Java)                                |                                |
| 2004    | Trials Construction Yard   | Browserspel (Java)                                |                                |
| 2005    | Trials Mountain Heights    | Browserspel (Java)                                |                                |
| 2007    | Trials 2                   | Browserspel (Flash)                               |                                |
| 2008    | Trials Dynamite Tumble     | Browserspel (Flash)                               |                                |
| 2008    | Trials 2: Second Edition   | Windows                                           |                                |
| 2009    | Trials HD                  | Xbox 360                                          |                                |
| 2010    | Trials Legends             | Windows                                           |                                |
| 2012    | Trials Evolution           | Windows, Xbox 360                                 | Ubisoft Shanghai               |
| 2014    | Trials Frontier            | Android, iOS                                      | Ubisoft Pune                   |
| 2014    | Trials Fusion              | PlayStation 4, Windows, Xbox 360, Xbox One        | Ubisoft Shanghai, Ubisoft Kiev |
| 2016    | Trials of the Blood Dragon | PlayStation 4, Windows, Xbox One                  | Ubisoft Kiev                   |
| 2019    | Trials Rising              | Nintendo Switch, PlayStation 4, Windows, Xbox One | Ubisoft Kiev                   |